# La Ciudad de los Árboles
La Ciudad de los Árboles (în traducere: Orașul arborilor) este cel de-al optulea album al formației spaniole Mägo de Oz, lansat pe 6 noiembrie 2007. 
- Format : CD-DA + DVD
- Ediții :
  - 2007 & 2008 -distribuitor Warner Musica Latina
- Credite atribuite:
  - José Andrëa : voce
  - Patricia Tapia : voce
  - Frank : ghitară + voce
  - J. C. Marín “Carlitos” : ghitară + voce
  - Jorge Salán : ghitară
  - Pedro Díaz “Peri” : ghitară bass
  - Txus Di Fellatio : tobe
  - Carlos Prieto “Mohamed” : vioară
  - Sergio Cisneros "Kiskilla" : pian, clape
  - Fernando Ponce : ‘Flûte traversière’
- Single-uri :
  - ’’Y Ahora Voy a Salir (Ranxeira)’’
  - ’’Deja de Llorar (Y Vuélvete a Levantar)’’
- Vânzări :
  - 40 000 exemplare (Spania) într-un an [necesită citare]

## Tracklist
1. (1:46) El Espíritu del Bosque (Intro)
2. (6:02) La Ciudad de los Árboles
3. (6:03) Mi nombre es Rock & Roll
4. (4:39) El Rincón de los Sentidos
5. (4:18) Deja de Llorar (Y Vuélvete a Levantar)
6. (4:01) La Canción de los Deseos
7. (3:53) Y ahora hoy a salir (Ranxeira)
8. (3:53) Runa llena
9. (3:47) Resacosix en la Barra
10. (4:19) No queda sino Batirnos
11. (4:42) Sin Ti, Sería Silencio (partea II)
12. (4:39) Si molesto, me quedo
13. (1:15) El Espíritu del Bosque II ('outro')